# Cornelis van den Bussche
Cornelis van den Bussche (Bergen op Zoom, 2 maart 1884 - Arnhem, 23 september 1941) was een Nederlands politicus en minister.
Van den Bussche was een Indische ambtenaar, die opklom tot vicepresident van de Raad van Nederlandsch-Indië. Daarvoor was hij actief in de bosbouw in Nederlands-Indië en in Nederland directeur van een proefstation. Na zijn pensionering werd hij minister van Koloniën in het kortstondige vijfde kabinet-Colijn. Hij was net als de meeste leden van dat kabinet lid van de Haagse Sociëteit De Witte.